# Бармен
Ба́рме́н (от англ. bar — барная стойка, man — человек) — работник бара, обслуживающий посетителей за барной стойкой. Бармен приветствует гостей своего заведения, выявляет их вкусовые предпочтения, информирует об ассортименте, предлагает гостям подходящие варианты напитков, принимает заказы и разливает порции алкогольных и безалкогольных напитков, включая приготовленные им самим коктейли.

## История
Профессия бармена зародилась в Соединённых Штатах Америки во времена «золотой лихорадки». Тогда в торговых точках в поселениях продавалось сразу всё. Хозяева, чтобы увеличить товарооборот, стали здесь же предлагать и алкогольные напитки. Затем помещение магазина перегородил барьер, разделивший «торговую зону» и «место для отдыха», которое стало называться баром. Тогда же появились и первые бармены. Коктейли в их современном виде появились также в США.
В Европе профессия бармена развивалась как расширение профессии maitre liquoriste (фр.) (дословно: «мэтр-ликёрщик»), работавших в первой половине XIX века в кафе.
В 1862 году вышла «Bartender’s Guide» — первая книга, содержащая сведения о напитках, рецептуру коктейлей и профессиональный кодекс бармена. Её автор — Джерри Томас, сам много лет отработал за барной стойкой.
В Великобритании работа бармена рассматривается не как долгосрочная профессия, а скорее как вторая работа, для рядовых граждан, или подработка для студентов с целью получения опыта или оплаты учёбы в университете. Таким образом, у этого рода деятельности нет устойчивости и смена кадров является обычным делом.

## Известные в истории бармены
- Гарри Джонсон (около 1814—1918) — американский бармен, автор книги «Руководство бармена Гарри Джонсона» («Harry Johnson’s Bartender’s Manual», 1882 год).
- Джерри Томас[англ.] (1830—1885) — первый в истории миксолог, мастер по составлению и приготовлению алкогольных коктейлей.
- Гарри Крэддок[англ.] (1876—1963).
- Гарри МакЭлхон.
- Франк Мейер (умер 1947)[6].
- Константе Рибалаига (умер 1952).
- Дейл ДеГрофф[англ.] (род. 1948).
- Дик Брэдсел[англ.].
- Колин Филд[англ.] (род. 1961)
- Сальваторе Калабрезе[7].

## Произношение слова «бармен» в русском языке
В вопросе ударения в слове «бармен» есть серьёзные разночтения и противоречия. В «Словаре трудностей русского языка» Д. Э. Розенталя изданий 1998-го и 2002-го годов указано, что ударение нужно ставить на второй слог (барме́н). В ряде других авторитетных словарей указано единственное ударение на первый слог (ба́рмен). В «Грамматическом словаре русского языка А. А. Зализняка́», признанном нормативным, утверждается, что ударение нужно ставить на второй слог, в то время, как девятое издание «Орфоэпического словаря русского языка» за авторством С. Н. Боруновой, В. Л. Воронцовой и Н. А. Еськовой и под общей редакцией Р. И. Аванесова (составленного Институтом русского языка РАН), рецензентом которого является А. А. Зализняк, утверждает, что единственно правильное ударение в слове «бармен» — ударение на первый слог (ба́рмен). Следует добавить, что одним из источников вышеприведённого словаря Розенталя является первое издание вышеприведённого орфоэпического словаря.